# Nuoto ai campionati europei di nuoto 2024 - 100 metri farfalla femminili
La gara degli 100 metri farfalla femminili dei campionati europei di nuoto 2024 si è svolta il 20 e il 21 giugno 2024 presso il Centro Sportivo Milan Gale Muškatirović di Belgrado.

## Podio
| Pos.    | Atleta            | Nazione |
| ------- | ----------------- | ------- |
| Oro     | Roos Vanotterdijk | Belgio  |
| Argento | Georgia Damasioti | Grecia  |
| Bronzo  | Sara Junevik      | Svezia  |

## Record
Prima della manifestazione il record del mondo (RM) e il record dei campionati (RC) erano i seguenti.
|  | 55"18 | Gretchen Walsh | 15 giugno 2024 Indianapolis  |
|  | 55"48 | Sarah Sjöström | 7 agosto 2016 Rio de Janeiro |
|  | 55"89 | Sarah Sjöström | 20 maggio 2016 Londra        |

Durante la competizione non sono stati migliorati record.

## Programma
| Data           | Ora   | Turno      |
| -------------- | ----- | ---------- |
| 20 giugno 2024 | 9:55  | Batterie   |
| 20 giugno 2024 | 18:51 | Semifinali |
| 21 giugno 2024 | 18:30 | Finale     |

## Risultati

### Batterie
| Pos. | Batteria | Corsia | Atleta                | Nazionalità          | Tempo       | Note |
| ---- | -------- | ------ | --------------------- | -------------------- | ----------- | ---- |
| 1    | 4        | 5      | Paulina Peda          | Polonia              | 58"14       | Q    |
| 2    | 3        | 3      | Roos Vanotterdijk     | Belgio               | 58"45       | Q    |
| 3    | 4        | 6      | Georgia Damasioti     | Grecia               | 58"54       | Q    |
| 4    | 3        | 5      | Sara Junevik          | Svezia               | 58"82       | Q    |
| 5    | 3        | 4      | Anna Ntountounaki     | Grecia               | 58"83       | Q    |
| 6    | 2        | 4      | Helena Rosendahl Bach | Danimarca            | 58"90       | Q    |
| 7    | 2        | 5      | Wiktoria Piotrowska   | Polonia              | 59"10       | Q    |
| 8    | 4        | 3      | Amina Kajtaz          | Croazia              | 59"15       | Q    |
| 9    | 3        | 6      | Lucy Grieve           | Gran Bretagna        | 59"23       | Q    |
| 10   | 2        | 3      | Panna Ugrai           | Ungheria             | 59"48       | Q    |
| 11   | 4        | 4      | Lana Pudar            | Bosnia ed Erzegovina | 59"54       | Q    |
| 12   | 4        | 1      | Zuzanna Famulok       | Polonia              | 59"59       |      |
| 13   | 3        | 2      | Julia Ullmann         | Svizzera             | 59"68       | Q    |
| 14   | 2        | 7      | Laura Lahtinen        | Finlandia            | 59"72       | Q    |
| 15   | 3        | 7      | Aliisa Soini          | Finlandia            | 59"73       | Q    |
| 16   | 2        | 2      | Iris Julia Berger     | Austria              | 59"85       | Q    |
| 17   | 4        | 7      | Ariel Hayon           | Israele              | 59"94       | Q    |
| 18   | 4        | 2      | Julia Maik            | Polonia              | 1'00"37     |      |
| 19   | 4        | 8      | Edith Jernstedt       | Svezia               | 1'00"43     |      |
| 20   | 3        | 1      | Schastine Tabor       | Danimarca            | 1'01"19     |      |
| 21   | 2        | 8      | Fabienne Pavlik       | Austria              | 1'01"22     |      |
| 22   | 3        | 8      | Zora Ripková          | Slovacchia           | 1'01"25     |      |
| 23   | 1        | 4      | Daryna Nabojčenko     | Rep. Ceca            | 1'01"26     |      |
| 24   | 3        | 0      | Varsenik Manucharyan  | Armenia              | 1'01"48     |      |
| 25   | 2        | 1      | Hana Sekuti           | Slovenia             | 1'01"96     |      |
| 26   | 2        | 0      | Mariam Sheikhalizadeh | Azerbaigian          | 1'02"55     |      |
| 27   | 1        | 5      | Fanny Borer           | Svizzera             | 1'03"88     |      |
| 28   | 4        | 9      | Mia Blaževska Eminova | Macedonia del Nord   | 1'04"13     |      |
| 29   | 1        | 3      | Yeva Karapetyan       | Armenia              | 1'04"71     |      |
| DNS  | 2        | 6      | Lora Komoróczy        | Ungheria             | Non partita |      |
| DNS  | 4        | 0      | Mina Kaljević         | Serbia               | Non partita |      |

### Semifinali
| Pos. | Batteria | Corsia | Atleta                | Nazionalità          | Tempo | Note |
| ---- | -------- | ------ | --------------------- | -------------------- | ----- | ---- |
| 1    | 1        | 4      | Roos Vanotterdijk     | Belgio               | 57"89 | Q    |
| 2    | 2        | 5      | Georgia Damasioti     | Grecia               | 58"00 | Q    |
| 3    | 1        | 5      | Sara Junevik          | Svezia               | 58"23 | Q    |
| 4    | 1        | 3      | Helena Rosendahl Bach | Danimarca            | 58"24 | Q    |
| 5    | 2        | 3      | Anna Ntountounaki     | Grecia               | 58"41 | Q    |
| 6    | 2        | 4      | Paulina Peda          | Polonia              | 58"47 | Q    |
| 7    | 1        | 6      | Amina Kajtaz          | Croazia              | 58"55 | Q    |
| 8    | 2        | 7      | Lana Pudar            | Bosnia ed Erzegovina | 58"63 | Q    |
| 9    | 2        | 6      | Wiktoria Piotrowska   | Polonia              | 58"69 |      |
| 10   | 2        | 8      | Ariel Hayon           | Israele              | 58"78 |      |
| 11   | 1        | 1      | Iris Julia Berger     | Austria              | 58"94 |      |
| 12   | 2        | 2      | Lucy Grieve           | Gran Bretagna        | 59"07 |      |
| 13   | 1        | 2      | Panna Ugrai           | Ungheria             | 59"10 |      |
| 14   | 1        | 7      | Julia Ullmann         | Svizzera             | 59"32 |      |
| 15   | 2        | 1      | Aliisa Soini          | Finlandia            | 59"61 |      |
| 16   | 1        | 8      | Edith Jernstedt       | Svezia               | 59"78 |      |

### Finale
| Pos.    | Corsia | Atleta                | Nazionalità          | Tempo | Note |
| ------- | ------ | --------------------- | -------------------- | ----- | ---- |
| Oro     | 4      | Roos Vanotterdijk     | Belgio               | 57"47 |      |
| Argento | 5      | Georgia Damasioti     | Grecia               | 57"74 |      |
| Bronzo  | 3      | Sara Junevik          | Svezia               | 58"06 |      |
| 4       | 6      | Helena Rosendahl Bach | Danimarca            | 58"27 |      |
| 5       | 2      | Anna Ntountounaki     | Grecia               | 58"34 |      |
| 6       | 1      | Amina Kajtaz          | Croazia              | 58"79 |      |
| 7       | 7      | Paulina Peda          | Polonia              | 58"82 |      |
| 8       | 8      | Lana Pudar            | Bosnia ed Erzegovina | 59"01 |      |